# 조영남
조영남(趙英男, 1945년 5월 13일(음력 4월 2일) ~ )은 대한민국의 가수이다. 본관은 배천(白川)이다.
서울대학교 성악과에 재학 중이던 1968년 학비를 벌기 위해 미군 악단에서 노래를 부르며 가수 활동을 시작하였다. 대표곡으로는 화개장터가 있다.

## 생애

### 초기 활동
본관은 배천(白川)이며, 황해도 평산군에서 9남매 중 일곱째로 태어났다.
1951년 한국 전쟁때 압록강까지 진격했던 국군이 중공군을 피해 1.4 후퇴를 할 때 온 가족이 LST미국 군함에 몸을 실어 충청남도 예산군 삽교면으로 피란했고 어린시절을 그 곳에서 보냈다. 배우 백일섭과는 고등학교 동문이다.
어릴 적부터 음악적 재능이 뛰어났던 조영남은 처음에 한양대학교에 입학했으나 개인사정으로 자퇴하고 1966년 서울대학교 음악대학에 입학하였다. 서울대 재학 중 세시봉, 오빈스 케빈 등 캠퍼스 가수로 명성을 얻었다.

### 가수 활동
대학에 다니던 1968년에는 등록금을 벌기 위해 아르바이트 삼아 미8군 부대의 주한 미 8군 쇼단에서 노래를 부르다가 1969년에 영국 가수 톰 존스가 발표해 영국 싱글차트 2위까지 오른 팝 가요〈딜라일라 (Delilah)〉를 한국어로 번안한 곡으로 김인배 편곡집에 수록되어 1969년 대한민국 가요계에 정식으로 데뷔하였다. 데뷔 이후 대학생이라는 신분 때문에 가수로 활동하는 데에 어려웠기 때문에 잠깐 '고철(高哲)'이라는 예명으로 작사가 활동을 하였다. 서울대학교를 자퇴하고 세시봉이라는 음악 다방에서 윤형주, 이장희, 송창식, 김세환, 김민기 등 여러 가수와 함께 활동하기 시작하였다.
조영남은 세시봉 활동 때 김시스터즈 내한 공연에 초청되어 노래를 불렀는데,〈신고산 타령〉을 '와우 아파트 무너지는 소리에' 로 개사하여 불렀다가 미움을 사서 군대에 입대하였다.군 복무 중에 당시 대통령 박정희 앞에서 이애리수의〈황성옛터〉를 부를 것을 요청받았지만 분위기를 띄울 목적으로〈각설이 타령〉을 불러 위기에 직면하게 되었다고 한다. 대한민국 최초 여성 변호사였던 이태영 변호사의 도움으로 위기를 벗어날 수 있었다고 한다 그리고 군대에 있을 때는 그림그리는 취미를 길러 화가 수준으로 그림을 그리게 되었다 현재 그림 대작 문제로 검찰 수사를 받고 있다.

### 귀국 이후
1982년에 대한민국으로 귀국하였고 가수 김도향과 함께 음악작업을 하면서 그와 함께 음반을 발매하며 활동을 해왔다. 1987년에는 주시경 선생을 존경한다는 신념에 따라 사극 MBC 드라마 《한힌샘》(MBC 텔레비전 드라마)에도 출연하였다. 한편 조영남은 결혼 후 윤여정 사이에 2남을 두었으나 성격 차이와 본인이 가정에 충실하지 못한 점으로 결국 1987년에 이혼을 하고 한국으로 돌아온 후 공백기를 가졌다. 공백 기간 동안 조영남과 같이 지내며 의지가 되어주었던 김한길과 함께 지냈을 무렵, 어느 날 신문에 화개장터 기사를 보고 소설가로 활동하던 김한길이 가사를 쓰게 되었다. 그 가사에 조영남이 직접 작곡한 멜로디로 노래를 만들었는데 곡명을 〈화개장터〉로 하고 앨범을 발표하였다. 데뷔 이후 번안곡이나 성가를 주로 불러 국민들에게 널리 불리는 히트곡이 없었는데 〈화개장터〉가 히트하면서 조영남을 TOP 가수 반열에 오르게 하여 80년대 최고의 가요로 자리잡았다. 또한 사랑노래 〈사랑없인 난 못살아요〉도 김한길이 작사하였고 이 곡도 히트하였다. 1988년에 두 곡이나 히트하게 되어 선풍적인 인기를 얻고 정상에 오른 조영남은 여러 공연과 무대에 출연하여 인기가도를 달리게 되었다.

### 다양한 활동
1989년에 자니 윤이 진행하는 KBS 2TV 《자니윤 쇼》에 보조 진행자로 활동한 후 1990년대에 들어서면서 가수로서의 조영남보다는 방송인으로서의 조영남이 대중들에게 많은 관심을 받았다. 대표적으로 1993년에 이경실과 함께 1대 진행자를 맡은 KBS 2TV 《체험 삶의 현장》이 주목을 받았다. 윤여정과 이혼 후 1995년에 백은실과 결혼하고 딸 조은지를 입양하며 새로운 가정을 꾸렸지만 현재는 딸과 같이 생활하고 있다. 그리고 1970년대에 일어난 와우 아파트 붕괴사건이 일어났을 때 함경도 신민요 신고산 타령을 가사만 바꾸어 "와우 아파트가 우루루루루루 무너지는 소리에..."로 시작하는 노래로 불러 그 첫구절이 문제가 되어 신문과 뉴수에 나기도 하여 큰 화제가 되었다.
조영남은 가수가 아닌 화가로도 활동하면서 화투그림을 그려 자신만의 화투화가의 영역을 개척했다고 알려졌으나, 200편 이상을 대작시킨 혐의를 받고 있다. 약 10권의 책을 저술하기도 했다. 2005년에 저술한 《맞아 죽을 각오로 쓴 친일 선언》에서 각종 친일 발언으로 인하여 논란을 일으켰다.
2010년 1월 3일 새벽 0시 경에 경미한 뇌졸중 초기 증상으로 서울 강북에 있는 모 병원에 입원해 치료를 받고 완쾌되는 등 건강 문제가 불거지기도 하였었으나 《지금은 라디오 시대》에 DJ로 다시 복귀, 이후 12월에는 데뷔 41년 만에 모두 신곡으로 이루어진 앨범을 발표하기도 하였다. 서울특별시 강남구 청담동에 거주하며, 2010년 조영남의 청담동 집이 연예인들 중에서 가장 비싼 집에 사는 것으로 알려졌다.
2011년 12월 조영남의 미술작품이 현대자동차 갤러리를 장식했다. 2012년 8월에 조영남이 작곡하고 김연식 태백시장이 작사한 〈태백의 노래〉를 선보였다.

## 사건
- 조영남은 각종 친일 언행으로 인해 지속적으로 논란을 일으켰었다. 우선 2005년 1월 9일 방송된 MBC의 다큐멘터리 '거울속의 한일', 1월 18일 조선일보와의 인터뷰 등 언론을 통해 친일 발언을 하여 논란을 일으켰다.[4][5]이후 《맞아 죽을 각오로 쓴 친일 선언》의 출간과 독도와 야스쿠니 신사와 관련하여 일본 산케이 신문과 진행한 인터뷰 중 '일본이 한 수 위이다' 등의 발언을 하여 더 큰 논란에 휩싸였다.[6] 이러한 친일 발언으로 인해 결국 자신이 진행을 맡고 있던 KBS 1TV의 프로그램 《체험 삶의 현장》에서 하차하게 되었다.[7]
- 2009년 1월 10일, 자신이 진행하는 MBC 표준FM의 《지금은 라디오 시대》에서 인터넷 논객 미네르바에 대해 "점쟁이같은 모르는 남의 말을 추종하는지 모르겠다. 다들 믿다가 잡아보니 별 이상한 사람이고 다 속았다."라는 발언을 하여 논란을 불러왔다.[8] 결국 조영남이 1월 12일 방송에서 자신의 발언에 대해 사과를 함으로써 사태는 일단락되었다.[9]
- 2011년 9월 21일, KBS 2TV의 《빅브라더스》 방송 중 게스트로 출연한 소녀시대의 태연에게 기습적으로 포옹을 시도하였다는 논란이 발생하였다.[10]
- 2015년 8월 29일 《불후의 명곡 2 - 전설을 노래하다》에서 그룹 이름 마마무를 엄마가 없다는 뜻으로 말하여 네티즌과 마마무 팬클럽의 비난이 KBS 홈페이지와 각종 사이트에 빗발친 적이 있다.
- 조영남은 자신이 입양한 여아에 대해 “이제 막 은지 가슴이 봉긋해지기 시작했다. 엄청 사정해야 한 번 보여줄까 말깐데 정말 예쁘다. 환상적이다. 그렇게 성스럽고 아름다운 걸 브래지어 속에 꼭꼭 숨기고 다녀야 하다니”라고 말해 큰 논란을 샀다.
- 조영남은 1973년 첫 개인전 이후 40회 남짓 전시회를 열며 스스로 ‘화수(화가 겸 가수)’라 표현해 온 조씨는 오래 전부터 화투 그림에 천착해 왔다. 정식으로 미술을 배운 적 없는 조씨는 독창성 있다는 호평과 산만 조악하다는 혹평을 함께 받아 왔다. ‘그림 대작(代作)’ 사건은 2009년 조씨가 알고 지내던 뉴욕 출신 무명 직업화가 송씨에게 자신의 콜라주 작품을 회화로 다시 그려보라고 제안한 게 발단이다. 완성품이 마음에 든 조씨는 그때부터 작품을 직접 만드는 대신 송씨로부터 200점 이상 화투 그림을 받아 덧칠 등만 한 뒤 자신 이름을 걸고 전시했다. 결국 1심 사기 혐의로 유죄 선고를 받았으며[11] 그 이후 2018년 3월 18일 방영된 KBS 2TV 1박 2일에서  잡지(2016년 우먼센스 6월호)에 실린 본인의 사진이 모자이크 처리되어 2016년 7월 1일 자로 KBS·EBS·MBC 출연정지 연예인 명단에 올랐고, 나중에는 JTBC·MBN·TV조선 출연정지 연예인 명단에 올라야 했으나 현재 KBS EBS MBC  출연정지 연예인 명단에서 해제됐다. 2018년 8월 17일 항소심 선고공판에서 원심 판결을 파기하고 무죄를 선고받았다.
- 사유리TV에서 무례한 원로 가수로 의심받고 있으나 MBC에 함께 방송한 이력이 없고 최근까지 방송에서 노래를 한 이력이 없으며 해당 인물의 딸과  사유리가 또래라고 하였으나 조영남의 딸 조유리는 1995년에 5살때 입양한 30대 중반으로 사유리와는 10살이 넘게 차이 남.

## 학력
- 삽교초등학교 (졸업)
- 삽교중학교 (졸업)
- 강문고등학교 (졸업)
- 한양대학교 성악과 (중퇴)
- 서울대학교 성악과 (중퇴)
- 트리니티대학교 신학과 (졸업)

## 앨범

### 정규 앨범
| 번호 | 음반 정보                                                   | 트랙 리스트 |
| ---- | ----------------------------------------------------------- | --- |
| 1    | 《내사랑 딜라일라》 - 발매일 : 1968년 11월 18 - 편곡:김인배 | 1. 딜라일라 (조영남) 2. 빗줄기의 리듬 (이시스터즈) 3. 쌘프라시스코에서는 머리에 꽃을 꼿고 (조영남) 4. 사랑의 기쁨 (한상일) 5. Come See About Me (Little Sisters) 6. 밤비나 밤비나 (최양숙) 7. Am I That Easy To Forget (조영남) 8. Yesterday (조영남) 9. 어쩌면 좋을까요 (박연숙) 10. 사랑하는 마음 (최양숙) 11. 사랑은 기차를 타고 (케리부룩) |
| 2    | 《趙英男 2집》 - 발매일 : 1972년 12월 5일                   | 1. 옛생각 2. 이일병과 이쁜이 3. 보리밭 4. 떠나는 마음 5. 오솔길 6. 꿈은 사라지고 (안다성, 시온성 합창단 1958) 7. 딜라일라 8. 고향의 푸른잔디 9. 선구자 10. 웨딩드레스 (한상일 1969) 11. 세노야 (양희은 1971) 12. 눈물젖은 두만강(김정구 1938)                                                                                                  |
| 3    | 《사랑이란》 - 발매일 : 1978년 8월 27일                     | 1. 살사랑이란 2. 난 너를 사랑해 3. 제비 4. 아베마리아 (Ave Maria) 5. 바위고개 6. 안녕 7. 사랑이란 8. 슈우베르트의 세레나데 9. 내 생에 단 한번만 10. 사랑의 기쁨 (Piacer D`Amor) |
| 4    | 《趙英男 4집》 - 발매일 : 1979년 10월 30일                  | 1. 삽다리 2. 아들 3. 참사랑 4. 사랑의 바람 5. 제비 6. 잊어야 해 7. 인생 8. 안녕 9. 하늘 가는 밝은 길이 (성가) 10. 산이슬 (건전가요) |
| 5    | 《趙英男 5집》 - 발매일 : 1982년 3월 30일                   | 1. 점이 2. 누가 이 여인에게 3. 님이시여 4. 제비 5. 여름은 가고 6. 겨울에 떠난 여인 7. 여보 8. 모정은 가득히 9. 사랑 사랑 누가 말했나(남궁옥분 1988) 10. 미련 11. 사랑 (찬송가) 12. 전우가 남긴 한마디(허성희 1978) |
| 6    | 《趙英男 6집》 - 발매일 : 1982년                            | 1. 이별 2. 서울 3. 고향의 푸른잔디 4. 선구자 5. 내 생에 단 한번만 6. 옛생각 7. 그 얼굴에 햇살을(문정선 1972,이용복 1972) 8. 등대지기 9. 눈물젖은 두만강 10. 제비 11. 너 12. 보리밭 13. 이일병과 이쁜이 14. 떠나는 마음 15. 내집에 가고 싶네 16. 오솔길 17. 꿈은 사라지고 18. 아! 대한민국(정수라, 장계현 1983)                                 |
| 7    | 《`86 Asia Singer》 - 발매일 : 1985년                       | 1. 지금 2. 비둘기 3. 이길수 있어요 4. 운전기사의 노래 5. 밀알 하나가 6. 너는 예뻐 7. 철없는 아내(차도균 1967(?)) 8. 모두다 즐겁게 9. 바우고개 10. 마지막 편지(여의성 1969(?)) 11. 지금 12. 아! 대한민국 |
| 8    | 《한강》 - 발매일 : 1988년                                  | 1. 한강 2. 사랑없인 난 못살아요 3. Welcome To Seoul Korea 4. 이대로가 좋아요 5. 아리랑 6. 화개장터 7. 사랑했기에 8. 돌아와요 부산항에(조용필 1976) 9. 그건 너 10. 비는 내리고 11. 온국민이 함께 부르는 노래 |
| 9    | 《조영남 `91》 - 발매일 : 1991년 6월 30일                   | 1. 도시여 안녕 2. 서시 3. 사랑없인 난 못살아요 4. 지금 5. 낙엽은 지는데 6. 겸손은 힘들어 7. 그대 따르리 8. 화개장터 9. 제비 10. 딜라일라 |
| 10   | 《`94 조영남》 - 발매일 : 1994년 1월 1일                    | 1. 카루소 2. 만남 3. 그대 그리고 나 4. 사랑의 미로(태원 1976, 최진희 1983) 5. 사랑이여 6. 서시 7. 떠나가는 배 8. 김군에 관한 추억 9. 바위고개 10. 고향생각 |
| 11   | 《밀레니엄 앨범》 - 발매일 : 1999년 9월 1일                 | 1. 에루화 2. 고독한 계절 3. 뉴 밀레니엄 4. 청산은 나를 보고 5. 지금 6. 만남(노사연 1989) 7. 제비 8. 낙엽은 지는데 9. 도시여 안녕 10. 사랑이여 11. 사랑의 미로(최진희 1984) 12. 화개장터 13. 그대 그리고 나(소리새 1988) 14. 선구자 15. 기다리는 마음 16. 내 고향 충청도                                                                        |
| 12   | 《은퇴의 노래》 - 발매일 : 2001년 4월 28일                  | 1. 은퇴의 노래 2. 우리사랑 3. 딸이야기 4. 사랑없인 난 못살아요 5. 언약 6. 金君 7. 비는 내리고 8. 솔로의 노래 9. 여기는 대한민국 10. 제비 11. 한강 12. 그대 그리고 나 (Bonus Track) |
| 13   | 《남자 조영남 노래 그리고 인생》 - 발매일 : 2010년 12월 2일 | 1. 나는 신의 뜻을 알고 싶다 2. 참으로 꿈만 같아라 3. 사랑의 이중창 4. 간절대박 5. 눈동자 6. 파리 공원의 아침 7. 무반주 발라드 8. 정주고 내가 우네(박일남 1966) 9. 어허라 사랑(주현미 2005(?)) 10. 외롭지 않으려면 11. 사막의 전갈 12. 나도 이젠 네가 싫다                                                                                      |

## 출연작

### 방송 출연/진행작
- 2020년 SBS 교양 프로그램《궁금한 이야기 Y》- 게스트
- 2015년 KBS 예능 프로그램《나를 돌아봐》- 진행
- 2013년 TV조선 교양 프로그램《낭만논객》- 진행
- 2013년 KBS 특집 프로그램《스타 베이비시티 날 보러 와요》- 진행
- 2013년 KBS 예능 프로그램《이야기쇼 두드림》- 진행
- 2011년 KBS 예능 프로그램《빅 브라더스》- 진행
- 2011년 KBS 교양 프로그램《명작 스캔들》- 진행
- 2010년 KBS 특집 프로그램《조영남과 친구들》 - 진행
- 1993년, 1995년, 2000년 KBS 예능 프로그램《가족오락관》- 게스트
- 2000년 KBS 교양 프로그램《체험 삶의 현장》- 진행
- 2000년 KBS 교양 프로그램《조영남이 만난 사람》- 진행
- 1999년 KBS 교양 프로그램 《TV는 사랑을 싣고》 - 게스트
- 1998년 KBS 교양 프로그램《조영남, 황현정의 이야기 콘서트》- 진행
- 1997년 KBS 교양 프로그램《밤의이야기쇼》- 진행
- 1993년 SBS 교양 프로그램《투맨 쇼》- 진행
- 1993년 KBS 교양 프로그램《체험 삶의 현장》- 진행
- 1993년 KBS 예능 프로그램《조영남쇼》 - 진행
- 1992년 KBS 예능 프로그램《생방송 토요스페셜》- 진행
- 1989년 KBS 예능 프로그램《자니윤 쇼》- 진행
- 1979년 TBC 예능 프로그램《조영남 TV스페셜》- 진행

### 드라마 출연작
- 2016년 KBS 1TV 다문화 특집 드라마 《반짝반짝 작은 별》 - 이태원 초등학교 교장 역
- 1987년 MBC 8.15 특집 드라마《한힌샘》- 독립신문 인쇄공 역

### 라디오 진행작
- 2006년 ~ 2016년 MBC 표준FM 지금은 라디오 시대 - 진행
- 1973년 MBC 표준FM 별이 빛나는 밤에 - 진행

## 기타 활동

### 특별공연/전시회 등
- 1997년 한국화랑미술제 이목화랑 초대전 (예술의 전당)
- 1996년 서울대 음악대 동문회 명예회원
- 1991년 뉴욕 카네기홀 콘서트

### 광고
- 2011년 SK텔레콤 T store (With. 아이유)
- 1997년 부광약품 타코나
- 1993년 SK바이오팜 기넥신 (With. 남궁원, 현미, 손숙 등)
- 1993년 대웅제약 우루사 에프 (With. 백일섭)
- 1989년 JW중외제약 스로링
- 1988년 우성식품 블루 다이아몬드
- 1988년 빙그레 엑설런트
- 1983년 농심 뿅뿅 컵면
- 1979년 ~ 1982년 한독 브론치쿰 (With. 김상순)
- 1976년 해태htb 써니텐

### 저서
- 2022년 《예스터데이》
- 2020년 《이 망할놈의 현대미술》
- 2020년 《보컬그룹 시인 이상과 5명의 아해들》
- 2012년 《그녀 패티 김 - 열정 그 자체 패티김의 노래와 삶》
- 2011년 《쎄시봉 시대 - 쎄시봉 친구들의 음악과 우정 이야기》
- 2010년 《이상은 이상 이상이었다 - 내가 죽기 전에 꼭 쓰고 싶었던 시 해설서》
- 2009년 《천하제일의 잡놈 조영남의 수다》
- 2007년 《조영남의 사랑과 예술이야기》
- 2007년 《어느날 사랑이》
- 2007년 《현대인도 못 알아먹는 현대미술》
- 2005년 《맞아 죽을 각오로 쓴 친일선언》
- 2004년 《강철이 집 어데고》
- 2003년 《조영남 길에서 미술을 만나다》
- 2003년 《태극기는 바람에 펄럭인다》
- 2002년 《조영남씬 천재예요》
- 2000년 《예수의 샅바를 잡다》
- 1995년 《놀멘 놀멘2》
- 1994년 《조아저씨 이야기》
- 1994년 《놀멘 놀멘1》
- 1993년 《삽다리를 아시나요》
- 1993년 《넌 노래를 부르지마》
- 1993년 《조영남의 양심학》
- 1988년 《한국 청년이 본 예수》

## 수상 경력
- 2003년 KBS 연예대상 공로상 (체험 삶의 현장)
- 2011년 MBC 방송연예대상 공로상
- 2010년 MBC 연기대상 라디오 MC 부문 최우수상

## 가족
- 아들 두 명
- 남동생 조영수 (1947년 8월 9일 ~)

## 인맥
- 송창식, 이장희, 윤형주, 김세환